# ساموئل لاچیکیان
ساموئل یرواندی لاچیکیان (ارمنی: Սամվել Երվանդի Լաճիկյան؛ زاده ۱۲ اکتبر ۱۹۵۳) نقاش، تاریخ‌نگار هنر اهل ارمنستان است.

## زندگی‌نامه
وی در ۱۲ اکتبر ۱۹۵۳ در لنیناکان به دنیا آمد و از دانشگاه ملی پلی‌تکنیک ارمنستان انستیتو دولتی هنری و نمایشی ایروان فارغ‌التحصیل گشت.   وی همچنین برنده جوایزی همچون نقاش شایسته جمهوری ارمنستان (۲۰۱۳) شد.

## نگارخانه

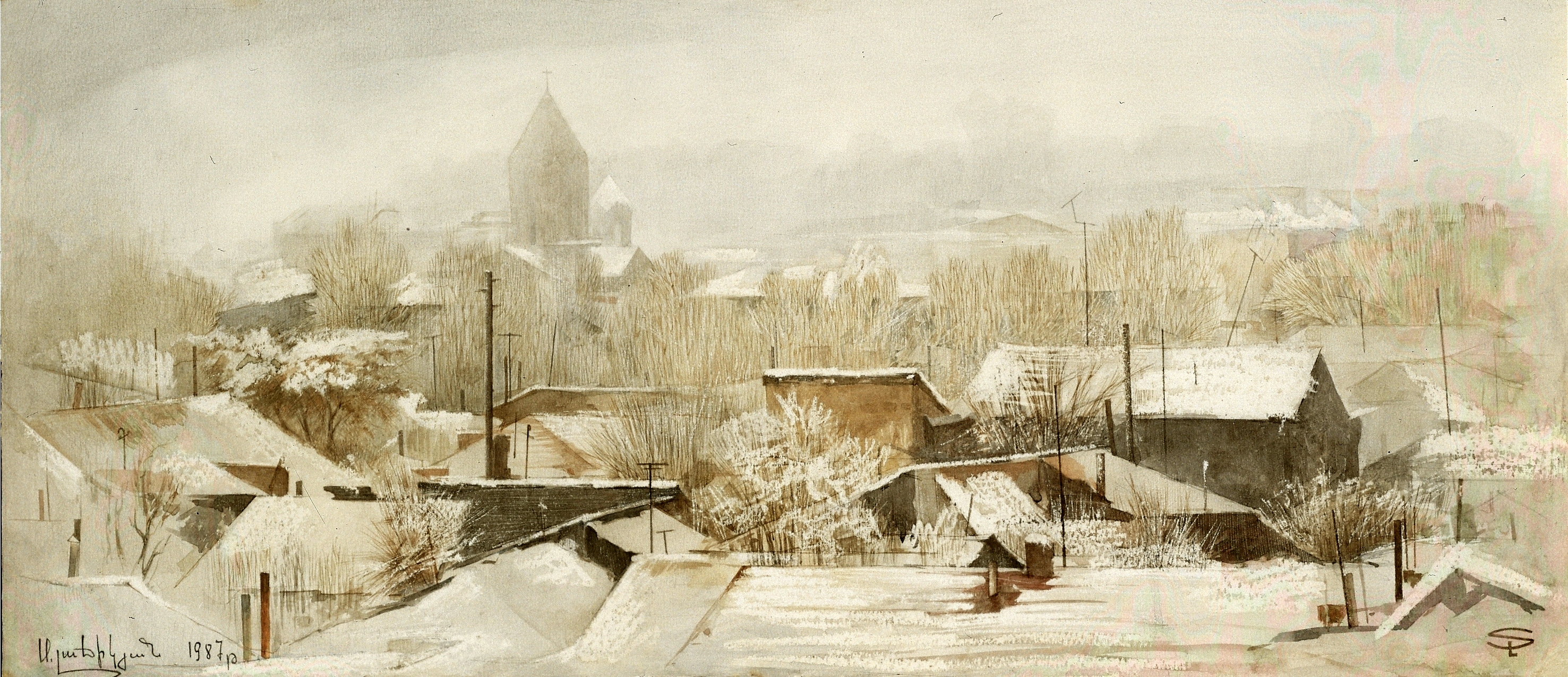
لنیناکان،  زمستان،  کاغذ،  آبرنگ،  21 X ۴۷ سانتی‌متر
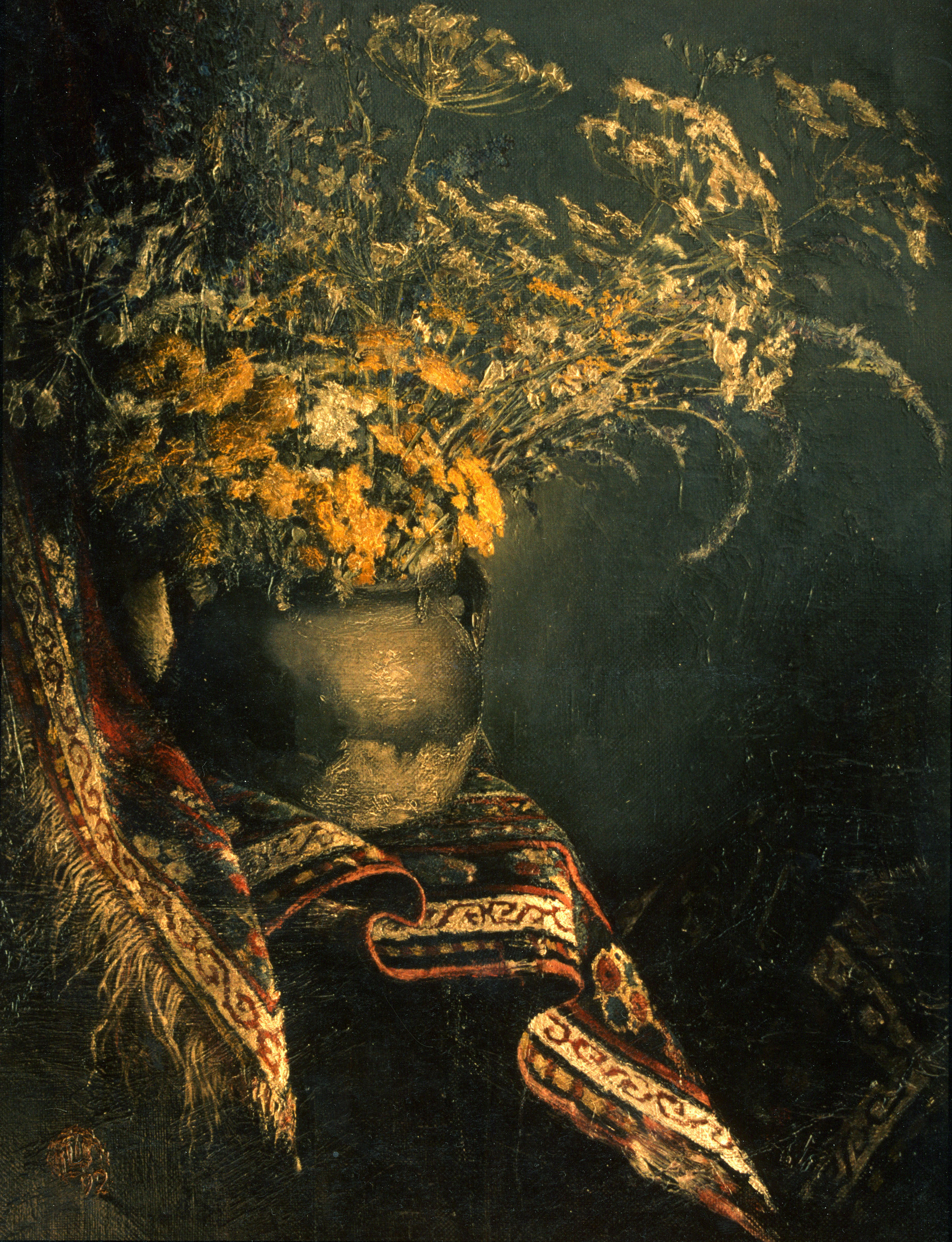
گل‌های وحشی،  بوم نقاشی،  رنگ روغن،  66 X ۴۹ سانتی‌متر